# Fédération des Pays-Bas de baseball
La Fédération des Pays-Bas de baseball (en néerlandais : Koninklijke Nederlandse Baseball en Softball Bond - KNBSB) est l'instance gérant le baseball et le softball aux Pays-Bas. Actuellement[Quand ?] présidé par Jan Rijpstra, la KNBSB a été fondée en 1912. Elle est membre de la Fédération internationale de baseball (IBAF) depuis 1976. 
La KNBSB gère notamment le championnat des Pays-Bas de baseball et l'équipe des Pays-Bas de baseball.